# アン・リスター
アン・リスター（Anne Lister、1791年4月3日 - 1840年9月22日）は、ヨークシャー出身の地主、登山家、旅行者。生涯にわたって自身の日常生活をつぶさに綴った日記を残しており、家庭の経済問題、自身が携わった工業事業、自宅シブデン・ホール（Shibden Hall）の改築作業、等に加えて、レズビアンとしての個人的体験も書き残している。日記は全体で4,000,000語以上におよび、そのうち、恋愛や性的な経験の記述を含んだ約6分の1は暗号で書かれている。この暗号は、代数と古代ギリシャ語の組み合わせであり、1980年代に解読された。リスターはレズビアンとして自認し、その生活を公にしていたため、「近代最初のレズビアン」と言われている。愛人から「フレッド」と呼ばれ、ハリファクスの住人からは「紳士ジャック」と呼ばれるなど、自身のセクシュアリティへの周囲の反応に精神的負担を感じることもあり、彼女が訪問したことのあるランゴレンの貴婦人たち（ Ladies of Llangollen）とも境遇が似ていると認識していた。

## 生涯

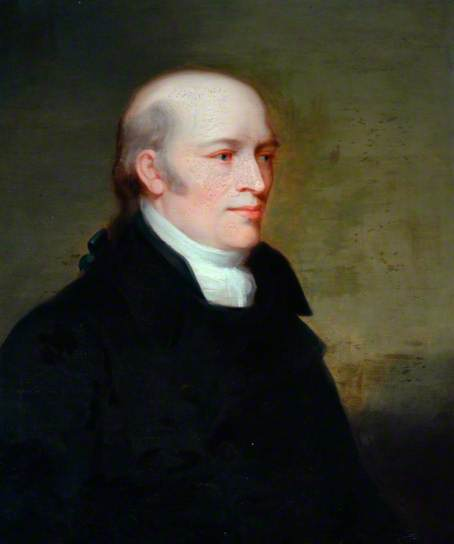
ジェイムズ・リスター（1812-1884）（Joshua Horner作）

アン・リスターは地方の地主階級の婦人で、ハリファクス（ヨークシャー、ウェスト・ライディング West Riding 地方）近郊にある歴史的建造物シブデン・ホールを改修し、景観を整備した人物である。この建物は、叔父のジェイムズ・リスターから相続したものであった。
アンはジェレミー・リスター（Jeremy Lister）の長女として生まれた。父は1775年にアメリカ独立戦争時、レキシントン・コンコードの戦いで第10歩兵隊（Royal Lincolnshire Regiment）に従軍していた。1788年8月、イースト・ライディング（East Riding）のウェルトン（Welton）出身のレベッカ・バトル（Rebecca Battle、1770–1817）と結婚し、1789年の第一子ジョンをもうけるも、同年に死ぬ。アンは1791年4月に生まれた。1793年、一家はマーケット・ウェイトン（ Market Weighton）のスケルフラー・ハウス（Skelfler House）と呼ばれる地所に移住し、アンはこのスケルフラーで幼年を過ごした。後にアンと親密になる次男のサミュエルは1793年に生まれる。リスター家には6人の子供がいたが、殆どが早世し、成人になったのはアンと妹のマリアンだけだった。
1801年から1805年の間、リスターはマーケット・ウェイトンの教区牧師（vicar）であるジョージ・スケルディング師（the Reverend George Skelding）から教育を受け、7歳の時にリポンのアグネスゲート（Agnesgate, Ripon）の学校に送られた。シブデン・ホールにいた叔父叔母を訪ねたときはその娘たちからも手ほどきを受けた。1804年アンはヨークのマナー・ハウスの学校（King’s Manor）に送られ、そこで最初の恋人であるエライザ・レイン（Eliza Raine、1791–1869）と出会う。エライザとその妹ジェーンはマドラスの東インド会社の裕福な外科医の娘であり、父の死後ヨークに来ていた。リスターとレインは13歳から2年間寄宿学校でベッドを共有する生活をしていた。それからしばらく二人は別れていたが、レインは大人になってリスターと生活を共にするつもりであった。しかし、リスターは学校の通学生徒のイザベラ・ノークリフ（Isabella Norcliff）とマリアナ・ベルカム（Mariana Belcombe）と関係をもつようになった。レインは絶望し、マリアナの父であるベルカム博士が運営するクリフトン・アサイラム（Clifton Asylum）で療養することになった。リスターは家庭で教育を受けた一方、古典文学にも関心をもつようになる。1803年2月3日の叔母への手紙で、「書斎は私の最高の楽しみであり、... ギリシャの歴史はとても楽しい」と述べている。

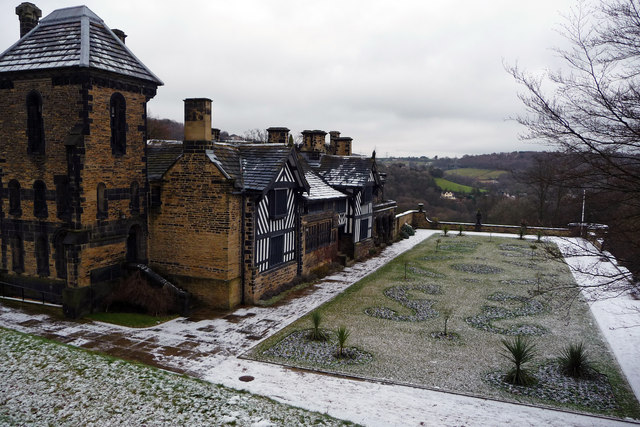
シブデン・ホール（Shibden Hall）

リスターの家庭は裕福だったため、彼女は自由を謳歌することができた。1836年に叔母が死去すると、シブデン・ホールを相続した。ただし、その管理人になったのは1826年で、それ以降、借地人からの収入も含めて、相当な土地収入を手にすることができた。
リスター家は土地収入に加えて、都市部の不動産、運河や鉄道産業、炭鉱や石切業の株も保有していた。リスターはこうした収入を二つの目的、シブデン・ホールの手入れとヨーロッパ旅行、に使うことになった。
リスターは「男性的な外見」をしていると言われていた。恋人の一人マリアナ・ロートン（Mariana Lawton、旧姓ベルカム）は、当初リスターの外見について何か言われるのが嫌で、人前でリスターを一緒にいるのを恥ずかしく思っていた
。リスターも黒い衣装に身を包み、炭鉱事業のような、貴婦人の行動規範から外れるような活動に参加することも多かった。ある界隈では「紳士ジャック」と言われることもあった。ロートンとリスターの恋人関係は数年間続き、ロートンが結婚してからも夫からその関係を許されていた時期もあった。

### アン・ウォーカーとの関係
その後1832年に出会った遺産相続で裕福だったアン・ウォーカー（Anne Walker）と関係をもち、地元でも話題になった。また1834年には、当時は極めて異例のこととして、法的認可のないまま、二人はヨークのホーリー・トリニティ教会（Holy Trinity Church）で結婚し（ただし、体裁上は聖餐行為であった）、リスターが死ぬ1840年までシブデン・ホールで暮らした。ウォーカーの財産はシブデン・ホール、および地所内の滝や湖の手入れに使われ、リスターはシブデン・ホールを自身のデザインに合わせて大きく改修させた。1838年には母屋と別にゴシック風の塔を増築し、そこに個人の書斎を作った。また建物の地下にトンネルを掘って、召使いが彼女の邪魔をすることなく移動できるように計らった。
1830年にフランス旅行中、リスターは女性として初めてピレネー山脈のモン・ペルデュに登った。1838年にウォーカーとピレネーを再訪した際は、ヴィニュマールを登ったが、それがその山の最初の公式登山記録となっている

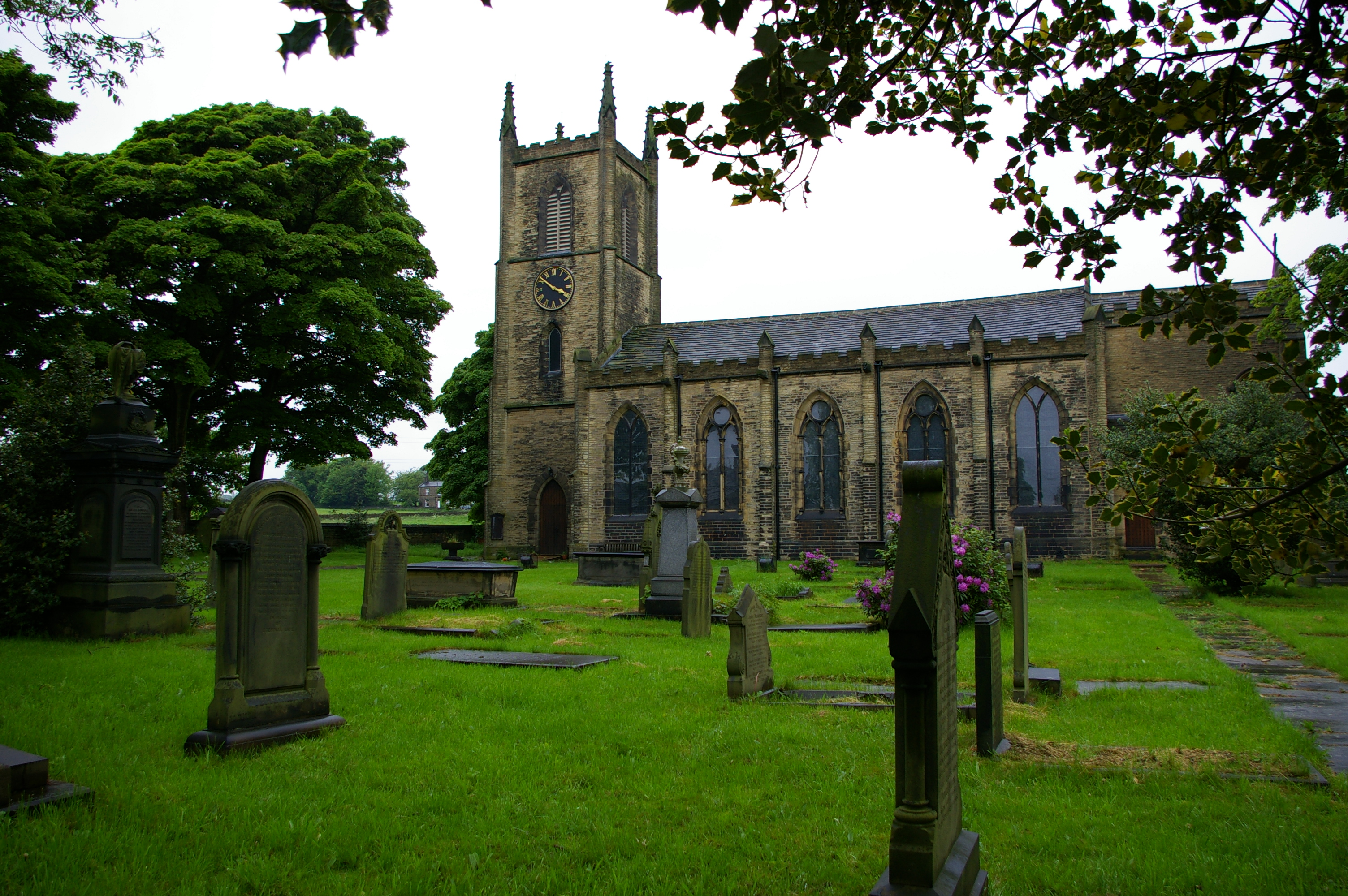
リスターが埋葬されているウェスト・ヨークシャーのセント・アンズ教会

### 死去
アン・リスターは1840年9月22日、ロシア帝国、現在のジョージアのクタイシ（Kutaisi）でウォーカーと旅行中に昆虫に噛まれたことがきっかけで熱病にかかり死去した。ウォーカーは彼女の遺体を香料で防腐し（embalm）、イギリスに戻ってからウェスト・ヨークシャーのハリファクス大聖堂の墓地に埋葬した。ウォーカーは故郷のライトクリフのクリフ・ヒル（Cliff Hill, Lightcliffe）で1854年に死去した。
リスターは生涯熱心な国教徒であった。リスター家はハリファクス教区教会に墓所をもっており、リスターの遺品は1841年4月29日にそこに移された。現在のリスター家の墓はサウソラム（ Southowram）のセント・アンズ教会（St Anne's Church）にあり、親類関係にある政治家で、彼女の日記の解読を最初に試みたジョン・リスター（ John Lister、1847–1933）もそこに埋葬されている。
彼女の遺志により、リスター家の土地は従妹に譲られたが、ウォーカーは終身利益に与った。ウォーカーは晩年精神疾患を患い、ベルカム博士の看護の下で数年を送ったが、有効な遺書を残すことはできなかった。リスターの死から40年後、Leeds Timesは1882年7月22日の記事で、シブデン・ホールの所有権をめぐる論争がまだ残っている一方で、「ミス・リスターの男性的な特異な性格は今でも記憶されている」と伝えている。

## 日記
生前に残した日記は4,000,000語にも及ぶものであった。最初は1806年にエライザ・レインとやりとりしたもので、紙切れに秘密の暗号で書かれていた。1840年に死去したときには四つ折り本で26巻にも及ぶ量になった。解読困難な手書きに加え、約6分の1はエライザと二人で考案した単純換字暗号（ギリシャ文字、星座、句読点記号や数学記号で組み合わされたもの）で記されており、彼女のレズビアンとしての気質や二人の関係、巧みな誘い方が視覚的に表されている。日記の大半は自身の日常生活を記しているが、
レズビアン的思想に加え、天気、時事問題、自然現象、仕事の利害についても詳細な記述がある。
日記で使われた暗号をはじめて解読したのはシブデン・ホールの最後の住人であったジョン・リスター（1847-1933）と友人のアーサー・バレル（Arthur Burrell）であった。内密な内容が明らかになると、バレルは日記を全て焼却するようジョンに忠告したが、ジョンは聞き入れずホールのあるパネルの裏にある隠し場所に日記を戻した。1933年、ジョンが死去すると、シブデン・ホールはハリファックス郡に寄付され、翌年博物館として公開された。
日記は1980年代にふたたび発見・解読され、その内容が知られるようになった。
2011年、リスターの日記はユネスコの「世界の記憶」に登録された。登録簿の記載によると、日記は当時の貴重な記録である一方、「レズビアンの生活と自身の気質についての思弁を記した、包括的で痛ましいほど正直な記述であるが、それがこの日記をユニークなものにしている。日記はイギリスのジェンダー研究と女性史の方向性を形作り、またそうあり続けるものである」とある。

## 研究
- 1980年代後半Dorothy ThompsonとPatricia Hughesの調査によって、リスターの初期の日記が発見される。
- 1988年と1992年、Helena Whitbreadは日記の一部を2巻で出版する[12]。
- 1994年、Jill Liddingtonがリスターの伝記を出版する。
- 2006年と2010年、Hughesはリスターの手紙、日記、その他を含むリスターの保存記録文書をより広範に活用した研究書を出版する。
- 2014年、シブデン・ホールにてリスターの生涯、および19世紀のジェンダー、セクシュアリティについてのカンファレンスが開催される[24]。
- 2017年 Angela Steidelによるドイツ語の伝記が出版される。

## 文化

### ドラマ・ドキュメンタリー・音楽
1994年にBBC TwoのA Skirt Through Historyシリーズの第1話がA Marriageというタイトルで放送され、アン・リスター役にジュリア・フォード（Julia Ford）、マリアナ・ベルカム役としてソフィ―・サーズフィールド（Sophie Thursfield）が出演した
。
2010年にもBBC Twoでリスターの半生を描いたテレビ映画The Secret Diaries of Miss Anne Listerが放送された。リスター役はマキシン・ピーク（Maxine Peake）。日本ではLaLa TVで『ミス・アンの秘密の日記』というタイトルで2011年9月に放送されている。また2011年10月の東京国際レズビアン&ゲイ映画祭でも上映された。
BBC TwoではThe Secret Diaries of Miss Anne Lister放送の後、2010年5月にドキュメンタリー番組のRevealing Anne Listerも放送された。
2012年、フォーク・デュオの O’Hookey & Tidowがセカンド・アルバムのThe Fragileにおいて、リスターについての歌である“Gentleman Jack”という曲を収録している。
2017年、Gentleman Jackというタイトルの歴史ドラマがHBOとBBC Oneにおいて放送されることが公表され、2018年から撮影が始まった。

### LGBT運動におけるリスター
2016年9月、イングランドの歴史環境の保全団体ヒストリック・イングランドがイングランドのクィアの歴史にとって重要な6つの建造物として、戯曲家で批評家のオスカー・ワイルド、小説家でエジプト学者のアミーリア・エドワーズ、作曲家ベンジャミン・ブリテンらの住居とならんで、リスターとウォーカーが晩年過ごしたシブデン・ホールをリストアップした。これは、「我々が多様性のある国民であること、そして何世紀もそうであり続けてきたこと、をよりよく理解するための一歩」として、イングランド社会の形成に大きく寄与したマイノリティの人々の活動の場を文化遺産として再認識させるためのPride of Placeと呼ばれるプロジェクトの一環であった。
2018年7月、ヨークのホーリー・トリニティ教会（Holy Trinity Church）でリスターとウォーカーの結婚を称え、リスターの名を記した、青の下地に虹色を縁取った銘板（rainbow plaque）が設置された。銘板ではリスターは「ジェンダーにおいて因習にとらわれない実業家」（Gender-nonconforming entrepreneur"）と表現されている。また、リスターの伝記を著したWhitebreadによると、ホーリー・トリニティ教会は、「イギリスで初めてレズビアンの結婚を執り行った場所」として歴史的なアイコンとなっている。